# Lijst van voetbalinterlands Guinee-Bissau - Togo
Deze lijst van voetbalinterlands is een overzicht van alle officiële voetbalwedstrijden tussen de nationale teams van Guinee-Bissau en Togo. De landen speelden tot op heden vijf keer tegen elkaar. De eerste ontmoeting was een kwalificatiewedstrijd voor de Afrika Cup 1994 in Lomé op 8 november 1992. Het laatste duel, een kwalificatiewedstrijd voor het Wereldkampioenschap voetbal 2014, werd gespeeld op 15 november 2011 in de Togolese hoofdstad.

## Wedstrijden
| № | Plaats | Datum            | Competitie                   | Wedstrijd            | Uitslag |
| - | ------ | ---------------- | ---------------------------- | -------------------- | ------- |
| 1 | Lomé   | 8 november 1992  | Afrika Cup 1994 kwalificatie | Togo − Guinee-Bissau | 0 − 0   |
| 2 | Bissau | 8 april 2000     | WK 2002 kwalificatie         | Guinee-Bissau − Togo | 0 − 0   |
| 3 | Lomé   | 23 april 2000    | WK 2002 kwalificatie         | Togo − Guinee-Bissau | 3 − 0   |
| 4 | Bissau | 11 november 2011 | WK 2014 kwalificatie         | Guinee-Bissau − Togo | 1 − 1   |
| 5 | Lomé   | 15 november 2011 | WK 2014 kwalificatie         | Togo − Guinee-Bissau | 1 − 0   |

## Samenvatting
| Competitie              | Totaal gespeeld | Winst Guinee-Bissau | Gelijk | Winst Togo | Doelsaldo Guinee-Bissau – Togo |
| ----------------------- | --------------- | ------------------- | ------ | ---------- | ------------------------------ |
| WK-kwalificatie         | 4               | 0                   | 2      | 2          | 1 − 5                          |
| Afrika Cup-kwalificatie | 1               | 0                   | 1      | 0          | 0 − 0                          |
| Totaal                  | 5               | 0                   | 3      | 2          | 1 − 5                          |

FFGB · 
Guinee-Bissaus vrouwenelftal
Interlands
Tegenstander:
Algerije ·
Angola ·
Benin ·
Botswana ·
Burkina Faso ·
Centraal-Afrikaanse Republiek ·
Congo-Brazzaville ·
Djibouti ·
Egypte ·
Equatoriaal-Guinea ·
Ethiopië ·
Gabon ·
Gambia ·
Ghana ·
Guinee ·
Ivoorkust ·
Kaapverdië ·
Kameroen ·
Kenia ·
Liberia ·
Mali ·
Marokko ·
Mauritanië ·
Mozambique ·
Namibië ·
Nigeria ·
Oeganda ·
Sao Tomé en Principe ·
Senegal ·
Sierra Leone ·
Soedan ·
Swaziland ·
Togo ·
Zambia ·
Zuid-Afrika
FTF · Selecties · Togolees vrouwenelftal
1950 – 1959 · 
1960 – 1969 · 
1970 – 1979 · 
1980 – 1989 · 
1990 – 1999 · 
2000 – 2009 · 
2010 – 2019 ·
2020 − 2029
WK 2006
Algerije ·
Angola ·
Bahrein ·
Benin ·
Botswana ·
Bukina Faso ·
Centraal-Afrikaanse Republiek ·
Chili ·
Comoren ·
Congo-Bazzaville ·
Congo-Kinshasa ·
Denemarken ·
Djibouti ·
Egypte ·
Equatoriaal-Guinea ·
Ethiopië ·
Frankrijk ·
Gabon ·
Gambia ·
Ghana ·
Guinee ·
Guinee-Bissau ·
Iran ·
Ivoorkust ·
Japan ·
Kaapverdië ·
Kameroen ·
Kenia ·
Lesotho ·
Liberia ·
Libië ·
Liechtenstein ·
Luxemburg ·
Madagaskar ·
Malawi ·
Mali ·
Marokko ·
Mauritanië ·
Mauritius ·
Mozambique ·
Namibië ·
Niger ·
Nigeria ·
Oeganda ·
Oman ·
Paraguay ·
Rwanda ·
Sao Tomé en Principe ·
Saoedi-Arabië ·
Senegal ·
Sierra Leone ·
Soedan ·
Swaziland ·
Tsjaad ·
Tunesië ·
Verenigde Arabische Emiraten ·
Zambia ·
Zimbabwe ·
Zuid-Korea ·
Zuid-Soedan ·
Zwitserland
Frankrijk (2006) · 
Zuid-Korea (2006) · 
Zwitserland (2006)